# Lee Dong-hae
Dans ce nom coréen, le nom de famille, Lee, précède le nom personnel.
Pour les articles homonymes, voir Lee.
Lee Donghae (coréen : 이동해) né le 15 octobre 1986 à Mokpo, surtout connu sous le nom de Donghae, est un chanteur et danseur sud-coréen, occasionnellement mannequin et acteur. Il est membre du groupe de K-pop Super Junior et de ses sous-groupes Super Junior-M et Super Junior-D&E. Donghae signifie littéralement « mer de l'est » en coréen.
Le 9 mars 2015, il sort son premier mini-album coréen nommé "The Beat Goes On", dont le titre-phare Growing Pains, en duo avec Eunhyuk, dans le cadre de la sous-unité Super Junior-Donghae & Eunhyuk (Super Junior D&E).
Le 15 octobre 2015, Donghae quitte la vie civile pour effectuer son service militaire, qui durera un an et neuf mois.

## Biographie

### Débuts
Lee Donghae rejoint la SM Entertainment après avoir gagné le premier prix du 3rd SM Youth Best Selection Best Outward Appearance en 2001. Il y suivi une formation de chant, de danse et d'acteur. Après quatre ans de formation, la SM Entertainment annonce officiellement Donghae comme l'un des futurs membres du groupe Super Junior, dont les débuts se feront le 6 novembre 2005 pendant un show. Ils y présenteront leur premier single TWINS (Knock Out) sur le plateau du SBS Inkigayo,.
Un an avant ses débuts, Donghae participe au k-drama Shin DongYeop's There Is There Isn't de la chaîne SBS. De plus, il fait de fréquentes apparitions dans des émissions de variété telles que Mystery 6 de M!net, Super Junior's Full House et Super Summer de SBS. Depuis ses débuts Donghae est un invité actif du KBS Star Golden Bell, et danse fréquemment pour des prestations live sur le plateau de Love Letter et X-Man de la chaîne SBS.

### Carrière d'acteur
Donghae commence sa carrière d'acteur en 2007 lors du premier film des Super Junior Attack On The Pin-up Boys diffusé dans plus de 400 salles de cinéma en Corée du Sud. Donghae interprète l'un des rôles principaux ; il y joue un lycéen cherchant à trouver le responsable des multiples attaques contre les « Pin-Up Boys » des lycées de la région.
En novembre 2010, Donghae commence le tournage du drama It's okay, Daddy's Girl. Il y interprète le rôle de Choi Wook-Gi, un garçon ayant grandi dans la pauvreté ayant un grand sens des responsabilités.

Il tourne en 2011 la version drama de l'animé Skip Beat en taiwanais, où il joue le rôle de Sho, un garçon narcissique et lunatique qui une fois devenu star subit les foudres d'une amie d'enfance délaissée.

En 2012, il termine le tournage de Panda and Hedgehog où il interprète le rôle principal masculin. Il participe à l'OST en chantant Plz Don't.
Il est l'auteur de plusieurs chansons du groupe Super Junior, telles que Y, Beautiful, Haru, etc.
Lee Donghae bénéficie d'une notoriété élevée au sein des Super Junior. Il entretient une relation privilégiée avec Lee Hyuk-jae, Eunhyuk de son nom d'artiste, lui aussi membre du groupe Super Junior.
Les deux chanteurs se sont occasionnellement associés dans le cadre de collaborations musicales, comme par exemple lors de la promotion du titre Oppa, Oppa, ayant connu un certain succès lors du concert Super Show 4 des Super Junior, qui s'est déroulé à Séoul.
En 2013, il rejoint le casting du film You Belong Here, en incarnant deux rôles, ceux de Hyun Soo et Jung Woo.

### Mannequinat
Il a posé pour plusieurs marques de vêtements, ainsi que pour des magazines tels que CéCi, Cosmopolitain, Star 1, W Magazine, Elle Korea, In Style, High Cut, Spao, Bench, GQ et bien d'autres.

## Discographie

### Super Junior-D&E

#### Album studio
| Titre    | Détails de l'album                                        | Meilleures positions      | Meilleures positions  | Ventes                                             |
| Titre    | Détails de l'album                                        | Gaon Chart (Corée du Sud) | Oricon Charts (Japon) | Ventes                                             |
| Japonais | Japonais                                                  | Japonais                  | Japonais              | Japonais                                           |
| -------- | --------------------------------------------------------- | ------------------------- | --------------------- | -------------------------------------------------- |
| Ride Me  | - Date de sortie : 26 février 2014 - Formats : CD, CD+DVD | –                         | 3                     | Plus de 50 152 (Oricon chart) 3 382 (Corée du Sud) |

#### Extended plays
| Titre            | Détails                                                                                            | Meilleures positions      | Meilleures positions  | Ventes                                     |
| Titre            | Détails                                                                                            | Gaon Chart (Corée du Sud) | Oricon Charts (Japon) | Ventes                                     |
| Coréen           | Coréen                                                                                             | Coréen                    | Coréen                | Coréen                                     |
| ---------------- | -------------------------------------------------------------------------------------------------- | ------------------------- | --------------------- | ------------------------------------------ |
| The Beat Goes On | - Date de sortie : 9 mars 2015 - Réédition : 24 mars 2015 - Formats : CD, téléchargement numérique | 3                         | –                     | Plus de 103 660 (Original+Special Edition) |
| 'Bout You        | - Date de sortie : 16 août 2018 - Formats : CD, téléchargement numérique                           |                           |                       |                                            |
| Danger           | - Date de sortie : 14 avril 2019 - Formats : CD, téléchargement numérique                          |                           |                       |                                            |
| Japonais         | |                           |                       |                                            |
| Present          | - Date de sortie : 1er avril 2015 - Formats : CD, CD+DVD                                           | –                         | 2                     | Plus de 69 142 (Oricon chart)              |

## Auteur de chansons

### Super Junior
| Année | Chanson                            | Album                         | Paroles | Paroles                                       | Musique | Musique                         |
| Année | Chanson                            | Album                         | Crédité | Avec                                          | Crédité | Avec                            |
| ----- | ---------------------------------- | ----------------------------- | ------- | --------------------------------------------- | ------- | ------------------------------- |
| 2007  | I Am                               | Don't Don                     | Oui     | Leeteuk, Eunhyuk et Sungmin                   | Non     | NC                              |
| 2009  | Beautiful                          | Super Show 2                  | Oui     | NC                                            | Non     | NC                              |
| 2011  | A Short Journey                    | Bonamana (Repackaged version) | Non     | NC                                            | Oui     | NC                              |
| 2011  | Y                                  | Mr. Simple                    | Oui     | Chance                                        | Oui     | Chance et Super D               |
| 2011  | Oops                               | A-CHA                         | Oui     | Leeteuk, Heechul, Shindong, Eunhyuk et Misfit | Non     | NC                              |
| 2012  | Loving You                         | Super Junior-K.R.Y.           | Oui     | TeamOneSound (Peter & Young Sky)              | Oui     | TeamOneSound (Peter &Young Sky) |
| 2012  | Only U                             | SPY                           | Oui     | Leeteuk                                       | Oui     | Lee Jae-myoung                  |
| 2012  | HARU                               | SPY                           | Oui     | Kwon Sun-il                                   | Oui     | Kwon Sun-il                     |
| 2014  | Shirt                              | Mamacita                      | Oui     | Team OneSound                                 | Oui     | Team OneSound                   |
| 2015  | Don't Wake Me Up                   | Devil                         | Oui     | Team OneSound                                 | Oui     | Team OneSound                   |
| 2015  | Alright                            | Devil                         | Oui     | Eunhyuk et Team OneSound                      | Oui     | Team OneSound                   |
| 2017  | One More Chance (비처럼 가지 마요) | Play                          | Oui     | Eunhyuk                                       | Oui     | Team OneSound                   |

### Donghae & Eunhyuk
| Année | Chanson       | Album                                         | Paroles | Paroles        | Musique | Musique               |
| Année | Chanson       | Album                                         | Crédité | Avec           | Crédité | Avec                  |
| ----- | ------------- | --------------------------------------------- | ------- | -------------- | ------- | --------------------- |
| 2011  | First Love    | "Oppa, Oppa"                                  | Oui     | NC             | Oui     | Peter (Team OneSound) |
| 2013  | Still You     | The Beat Goes On                              | Oui     | NC             | Oui     | NC                    |
| 2014  | Wonderland    | Skeleton                                      | Oui     | NC             | Oui     | NC                    |
| 2014  | 1+1=LOVE      | The Beat Goes On Special Edition Super Show 6 | Oui     | Team OneSound  | Oui     | Team OneSound         |
| 2015  | Growing Pains | The Beat Goes On                              | Oui     | Team OneSound  | Oui     | Team OneSound         |
| 2015  | Mother        | The Beat Goes On                              | Oui     | Team OneSound  | Oui     | Team OneSound         |
| 2018  | Lost          | 'Bout You                                     | Oui     | J-DUB          | Oui     | J-DUB                 |
| 2018  | 'Bout You     | 'Bout You                                     | Oui     | J-DUB, Eunhyuk | Oui     | J-DUB                 |
| 2018  | Victory       | 'Bout You                                     | Oui     | J-DUB          | Oui     | J-DUB                 |

### Autres
| Année | Chanson               | Album                              | Artistes            | Label            | Paroles | Paroles | Musique | Musique |
| Année | Chanson               | Album                              | Artistes            | Label            | Crédité | Avec    | Crédité | Avec    |
| ----- | --------------------- | ---------------------------------- | ------------------- | ---------------- | ------- | ------- | ------- | ------- |
| 2010  | Just Like Now         | It's Okay, Daddy's Girl OST Part 3 | Donghae et Ryeowook | Wellmade StarM   | Oui     | NC      | Oui     | NC      |
| 2010  | Strong Heart          | Strong Heart Logo Song             | Super Junior        | SM Entertainment | Oui     | NC      | Oui     | NC      |
| 2012  | This is Love (這是愛) | Skip Beat! OST                     | Donghae et Henry    |                  | Oui     | Chance  | Oui     | NC      |
| 2012  | Shimshimtapa          | Shimshimtapa Logo Song             |                     |                  | Non     | NC      | Oui     | NC      |
| 2012  | Only U                | "Only U"                           | As One ft. Donghae  |                  | Oui     | NC      | Oui     | NC      |
| 2012  | Plz Don't             | Ms Panda and Mr Hedgehog OST       | Donghae             | Lion Fish        | Oui     | NC      | Non     | NC      |
| 2012  | Don't Go              | Ms Panda and Mr Hedgehog OST       | Donghae             | Lion Fish        | Oui     | NC      | Oui     | NC      |

## Filmographie

### Films
| Année | Titre                                                    | Rôle               |
| ----- | -------------------------------------------------------- | ------------------ |
| 2007  | Attack on the Pin-Up Boys                                | Ultra Super Junior |
| 2010  | Super Show 3 3D                                          | Lui-même           |
| 2012  | I AM. - SM Town Live World Tour in Madison Square Garden | Lui-même           |
| 2013  | You Belong Here                                          | Hyun Soo/Jung Woo  |
| 2014  | The Youth aka The Rumor                                  | Jung-Woo           |

### Séries télévisées
| Année     | Titre                   | Rôle                      |
| --------- | ----------------------- | ------------------------- |
| 2006      | Mystery 6               | Lui-même                  |
| 2006      | Super Junior Mini-Drama | Lui-même                  |
| 2009      | Stage of Youth          | Lui-même                  |
| 2010-2011 | It's Okay, Daddy's Girl | Choi Wook-gi              |
| 2011-2012 | Skip Beat!              | Shang Jieyong/Bu Po Shang |
| 2012      | Panda and Hedgehog      | Go Seung-ji               |
| 2014      | God's Quiz - Season 4   | Han Shi-woo               |

## Récompenses
| Année | Prix                    | Catégorie                 | Travail nommé | Résultat |
| ----- | ----------------------- | ------------------------- | ------------- | -------- |
| 2013  | Singapore e-Awards 2013 | Most Popular Korean Actor | Lui-même      | Lauréat  |

### Programmes de classement musicaux
| Année | Récompense                                                                    |
| ----- | ----------------------------------------------------------------------------- |
| 2015  | - 1er place au Music Bank le 20 mars pour "Growing Pains" (Super Junior-D&E). |